# 류주한
류주한(1986년 6월 27일 ~ )는 대한민국의 배우이다.

## 출연작

### 드라마
- 《삼식이 삼촌》 (2024년, Disney+) - 안민철 역
- 《내 남자의 비밀》 (2017년, KBS2) - 반성해 역
- 《두근두근 스파이크》 (2015년, 웹드라마)

### 영화
- 《미션 파서블》 (2021년) - 샤오롱 역
- 《천화》 (2018년) - 성균 역
- 《레드카펫》 (2014년)
- 《아부의 왕》 (2012년)

### 연극
- 《인연》

### 광고
- MAX

### 뮤직비디오
- 산이 - 서울의 소돔 120일